# Leskea sublaevifolia
Leskea sublaevifolia är en bladmossart som beskrevs av Theodor Carl Karl Julius Herzog 1938. Leskea sublaevifolia ingår i släktet Leskea och familjen Leskeaceae. Inga underarter finns listade i Catalogue of Life.